# Johann Albert Lüthi

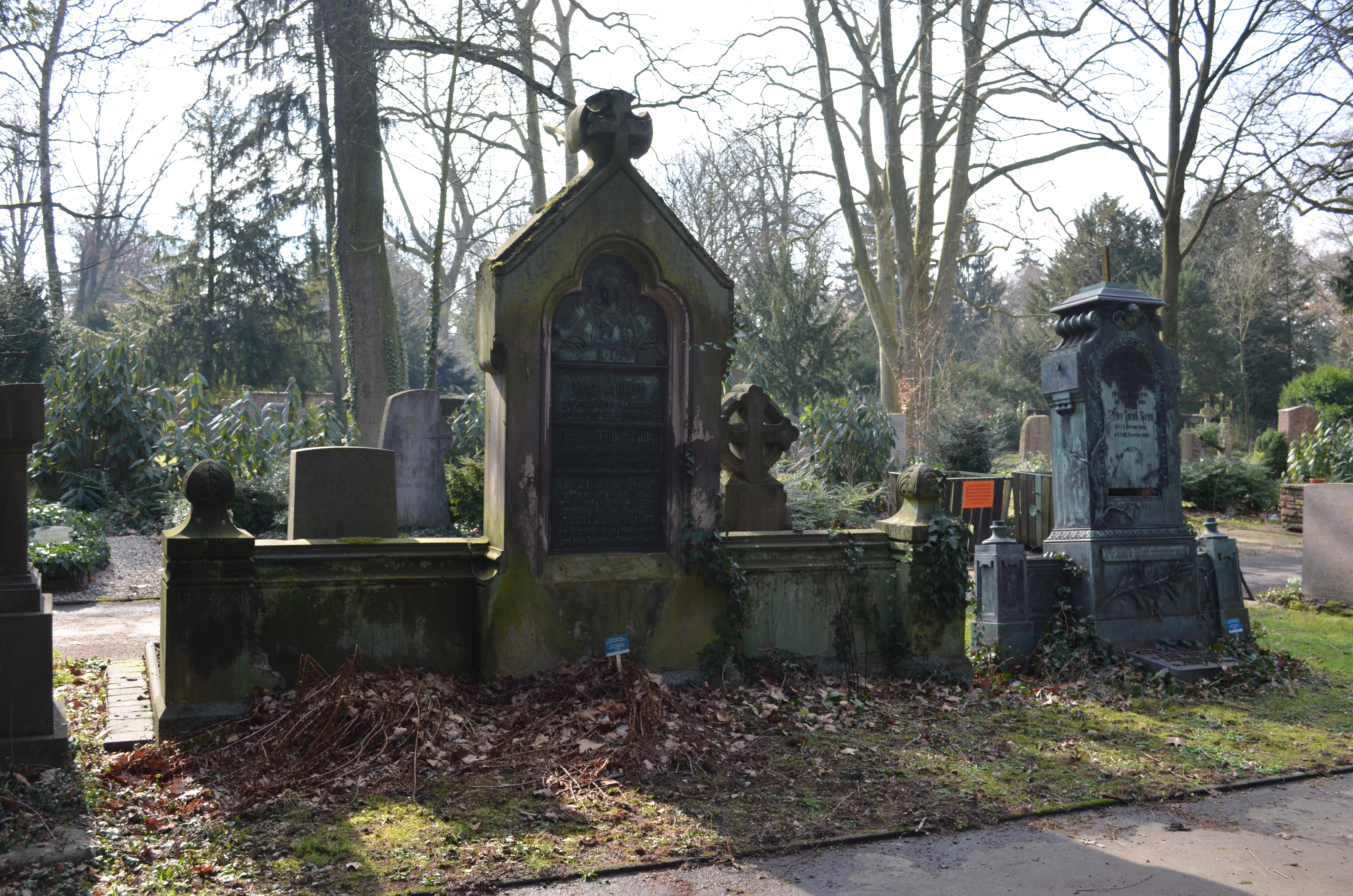
Grab von Johann Albert Lüthi auf dem Frankfurter Hauptfriedhof

Johann Albert Lüthi (* 24. Februar 1858 in Hottingen; † 11. Dezember 1903 in Frankfurt am Main) war ein Schweizer Glasmaler, der auch als Architekt tätig war.

## Leben und Wirken

### Ausbildung und Tätigkeit
Geboren wurde er in Hottingen, seit 1893 eingemeindeter Quartierteil der Stadt Zürich. Sein Bürger-/Heimatort war Flawil (SG) im Kanton St. Gallen. Von 1876 bis 1880 besuchte er das Polytechnikum in Zürich, die heutige ETH Zürich. In seinen beiden letzten Lebensjahren stand Lüthi ab 1901 der Kunstgewerbeschule Zürich als Direktor vor.

### Arbeiten
Johann Albert Lüthi fertigte Glasmalereien unter anderem für die Galerie Henneberg Zürich, für die Michaelskirche in Zug, für das Kunstgewerbemuseum Zürich und für die Christuskirche in Karlsruhe. Weiterhin schuf er Entwürfe für die Fenster der Lukaskirche Dresden und für drei Rundfenster der reformierten Kirche in Rorschach. Ein Farbfenster mit dem poetischen Titel Blüte der Arbeit im Gefolge des wahrhaften Friedens schuf Albert Lüthi als deutschen Beitrag zur Weltausstellung Paris 1900. Es fand später seinen Platz im sogenannten Kapellchen, der gewölbten Vorhalle des Ratskellers im neugotischen Bürgersaalbau des Frankfurter Römers. Für die Kapelle des Bürgerhospitals der Senckenbergischen Stiftung in Frankfurt am Main schuf er die farbigen Glasfenster.
Für das Parlamentsgebäude in Bern entwarf er 22 Wappenscheiben der Kantone der Schweiz. Um das Mosaik gruppieren sich radial die Wappen der damals 22 Kantone (die Halbkantone teilen sich jeweils ein Wappen). Diese Glasmalereien von Johann Albert Lüthi symbolisieren in Verbindung mit dem Mosaik einerseits die zentralisierende Funktion des Bundes, andererseits die gegenseitige Abhängigkeit von Bund und Kantonen.
Für die Deutsche Evangelische Kirche auf der Insel Capri, deren Architekt der Däne Aage von Kauffmann (1852–1922) war, fertigte Lüthi die drei Fenster im Altarraum. Sie sind eine Stiftung der Gräfin Harrach zu Rohrau und Thannhausen (1901) zum Gedenken an ihren dort früh verstorbenen Sohn Leopold.

### Frankfurter Standort
Albert Lüthi heiratete Rose Miller (1863–1918). Seine Schwiegereltern waren Friedrich Miller (1832–1892), Gründer und Teilhaber eines Unternehmens des Spezialmaschinenbaues, und dessen Ehefrau Rosa Müller (* 1844). Kurz vor seinem Tod bezog Friedrich Miller im vornehmen, neuerschlossenen Wohngebiet von Frankfurt-Bockenheim eine Villa, in der auch Albert Lüthi sein Büro unterhielt.

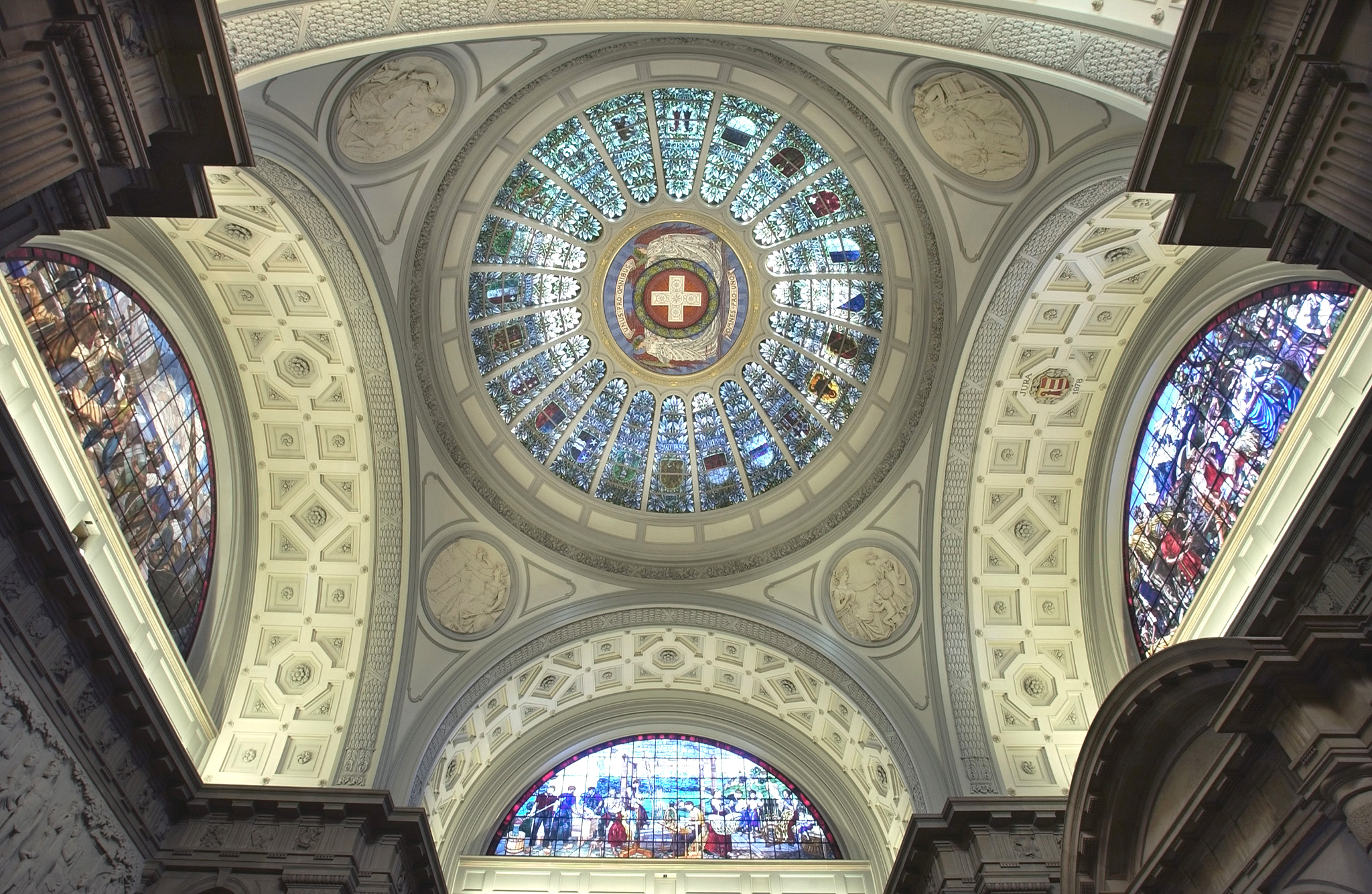
Kuppel des Bundeshauses in Bern, Wappen der 22 Kantone von Albert Lüthi
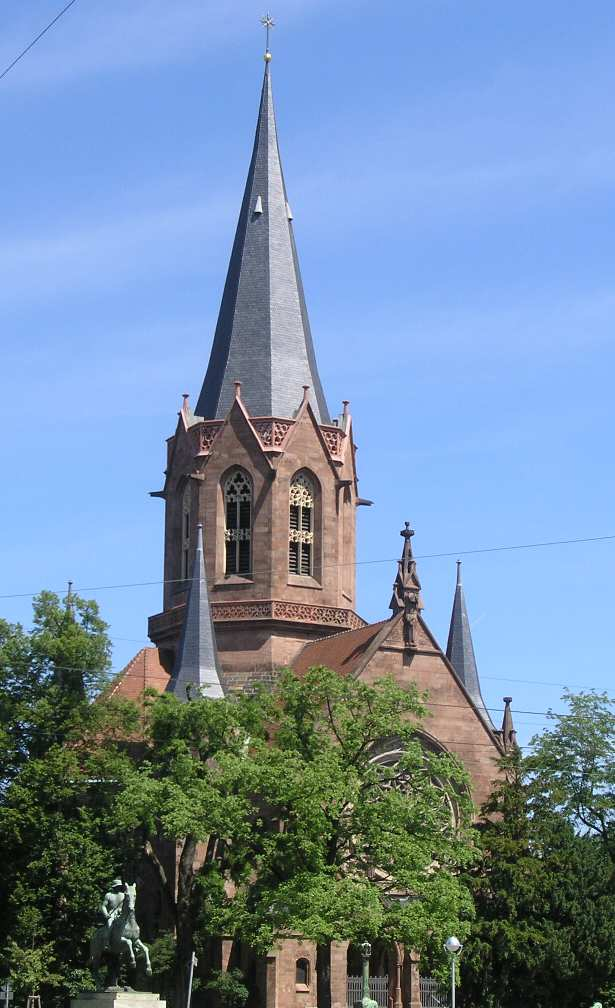
Christuskirche in Karlsruhe mit Glasfenstern von Albert Lüthi
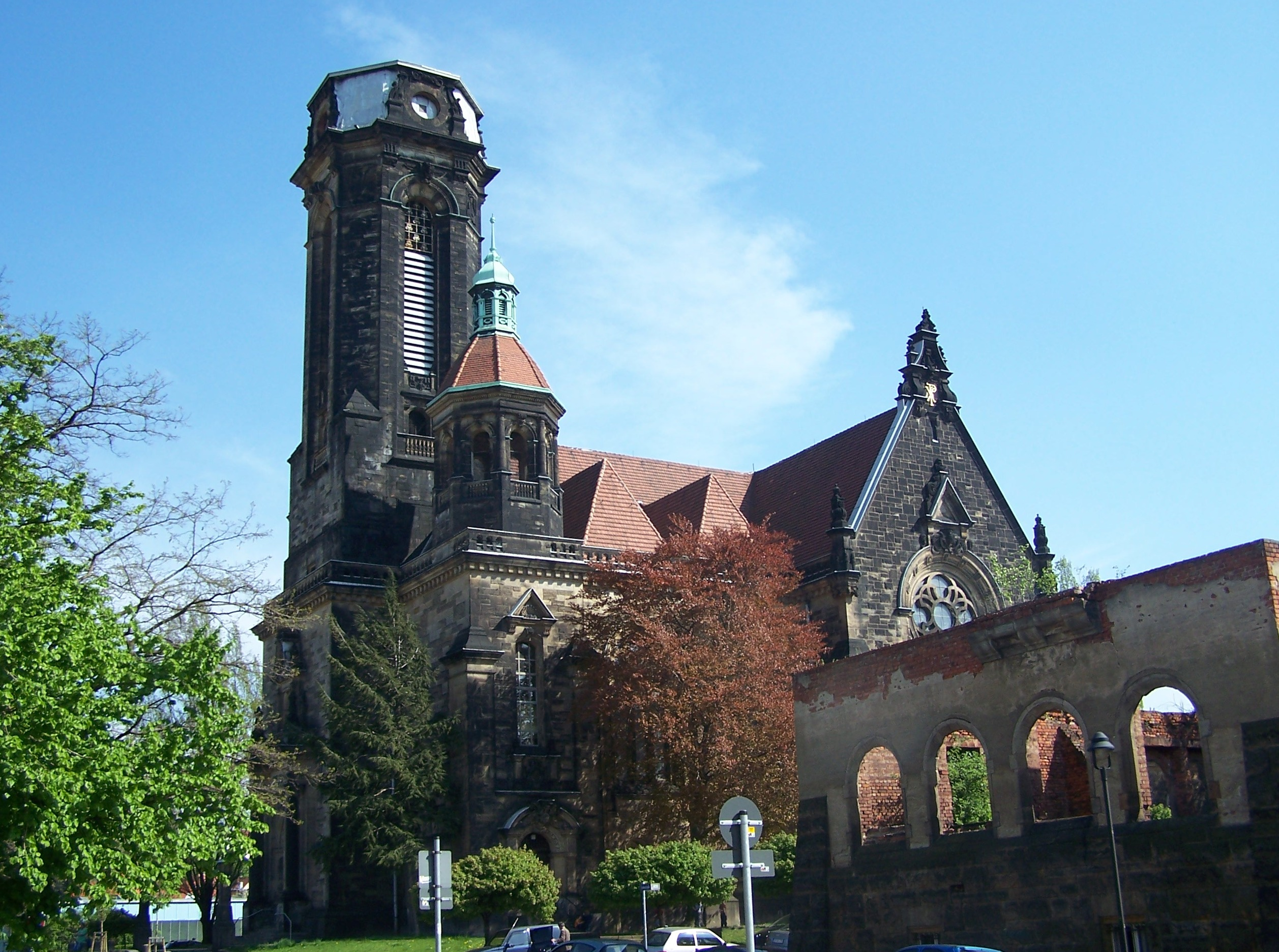
Evangelische Lukaskirche Dresden
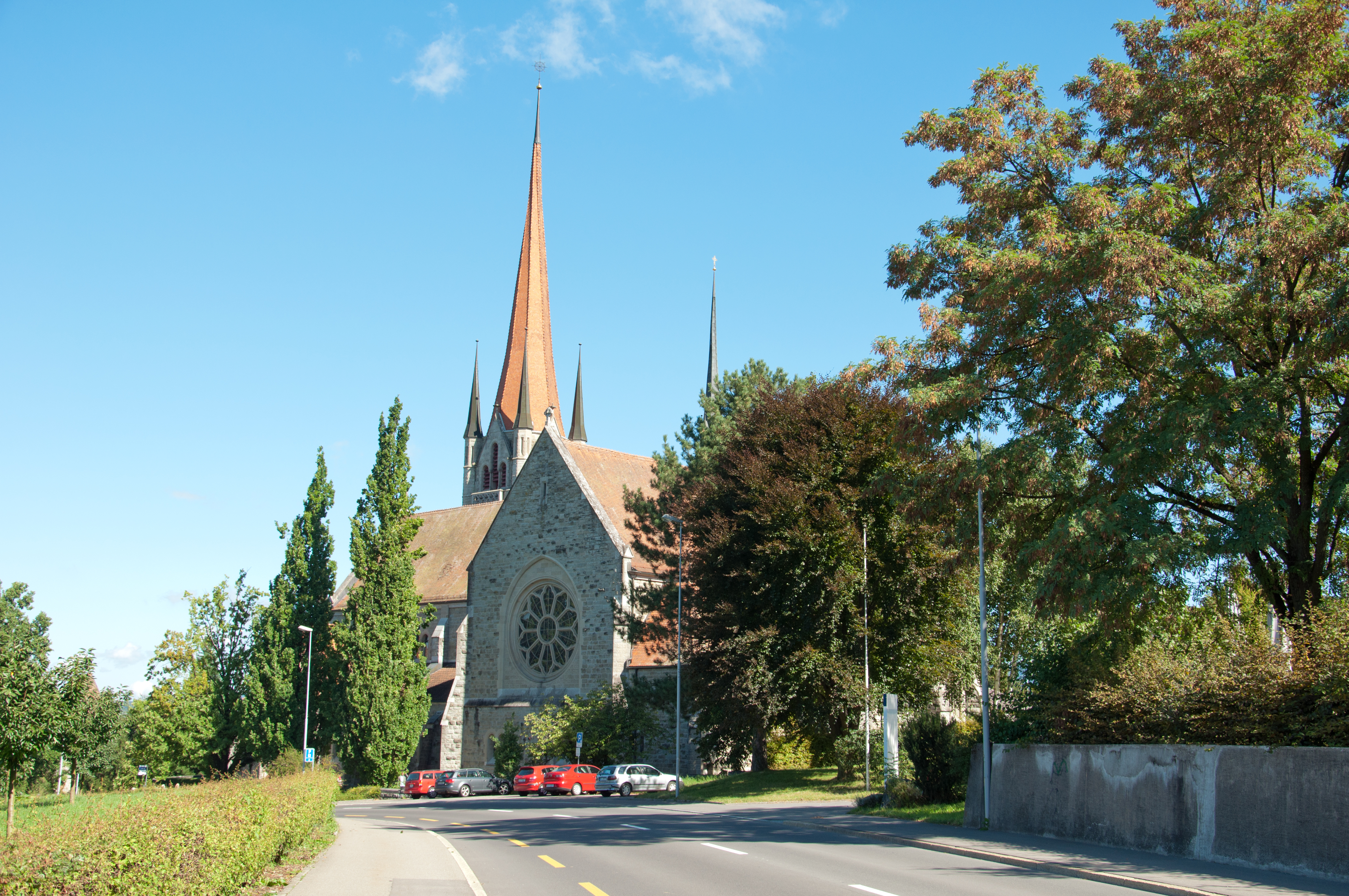
Katholische Kirche St. Michael Zug
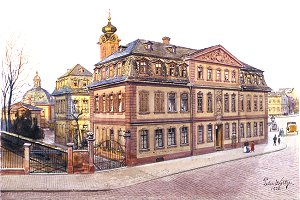
Vormaliges Bürgerhospital Frankfurt, unmittelbar daneben die Krankenhauskapelle, vor Standortwechsel ins Nordend
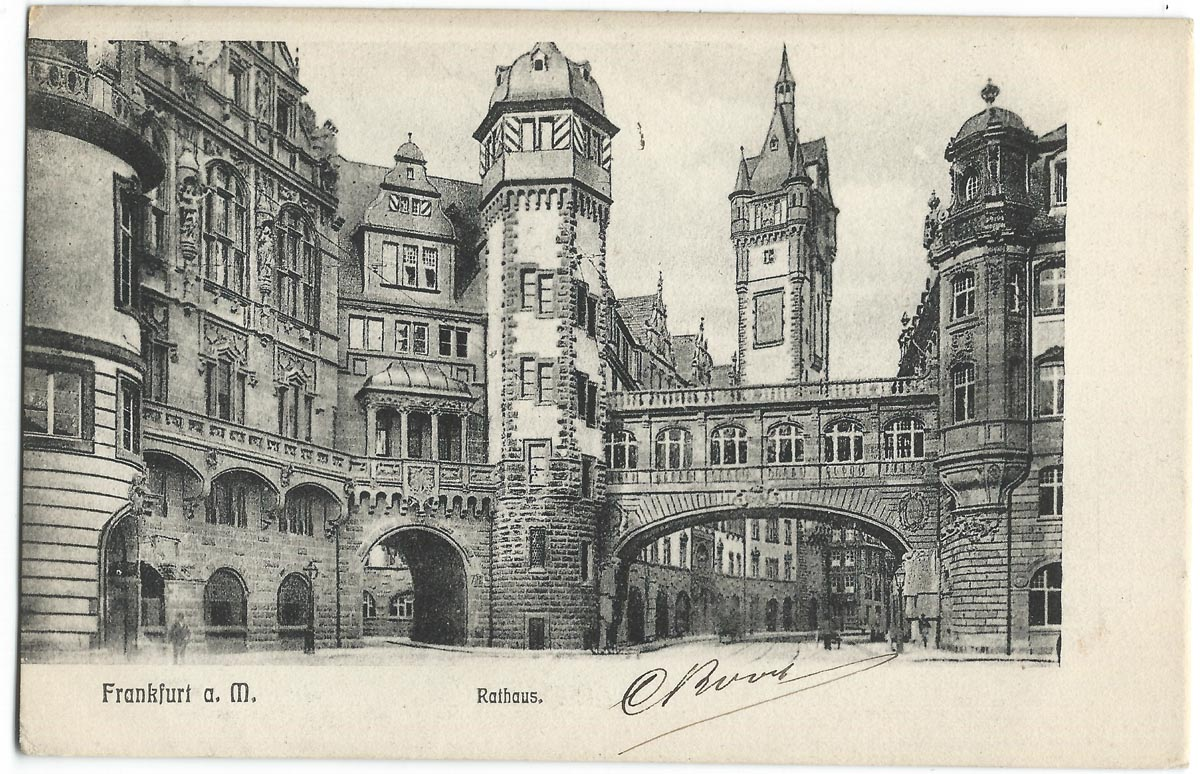
Bürgersaalbau des Frankfurter Römers, links Eingang zum Ratskeller mit Kapellchen einschl. Glasfenster von Albert Lüthi